# Technion
Il Technion, anche detto Israel Institute of Technology (in ebraico מכון טכנולוגי לישראל‎?), è un istituto tecnologico situato nella città di Haifa in Israele. Originariamente chiamato Technicum, fu costituito nel 1912.
Concepito inizialmente come Politecnico, fu successivamente dotato anche di una Facoltà di Medicina. Tra i docenti che insegnarono presso questo istituto vi furono anche alcuni premi Nobel, tra i quali vi furono anche Avram Hershko e Aaron Ciechanover, che ricevettero il premio Nobel nel 2004 per la chimica. Inoltre la Facoltà di Ingegneria, in particolare il Dipartimento di Elettronica, risulta essere tra i 15 migliori dipartimenti al mondo, mentre complessivamente in ambito scientifico questa università spicca tra le prime 40 al mondo.

## Storia
I lavori per la costruzione della sede del Technion iniziarono nel 1912, dopo che era stata scelta Haifa al posto di Gerusalemme come sede del nuovo istituto. L'inaugurazione e la successiva apertura di questo istituto subirono però dei ritardi, in seguito alla prima guerra mondiale. Ulteriori ritardi furono accumulati quando tra i docenti emerse il dilemma su quale lingua usare per i corsi. Molti membri del corpo docenti all'epoca provenivano dalla Germania e volevano tenere i corsi nella loro lingua madre, mentre una minoranza dei docenti era invece favorevole a tenere i corsi in ebraico. Nonostante tutte queste difficoltà iniziali, nel 1924 furono aperte le prime iscrizioni ai corsi di ingegneria ed architettura, ai quali si iscrissero complessivamente 16 studenti (tra i quali c'era anche una donna).
Successivamente, nel corso degli anni Trenta il numero degli studenti andò via via aumentando, in particolare in seguito alla fuga di molti ebrei dalla Germania nazista, portando il numero di studenti ad oltre 400.
Nel 1948, all'epoca della fondazione dello Stato ebraico, il numero di studenti iscritti al Technion risultava essere di circa 680, e nel 1949 furono aperte le facoltà di ingegneria meccanica, ingegneria elettrotecnica e ingegneria aeronautica. Nel 1953, quando a causa del numero sempre crescente di iscrizioni la vecchia sede nel centro di Haifa iniziò ad essere troppo piccola per ospitare tutte le facoltà, la sede di molte di queste fu spostata al di fuori della città di Haifa.
Nel 1960 furono infine inaugurate le facoltà di Medicina ed Informatica, e nel 1970 si aggiunse la facoltà di Biologia.